# Weißbach (Bad Reichenhall)

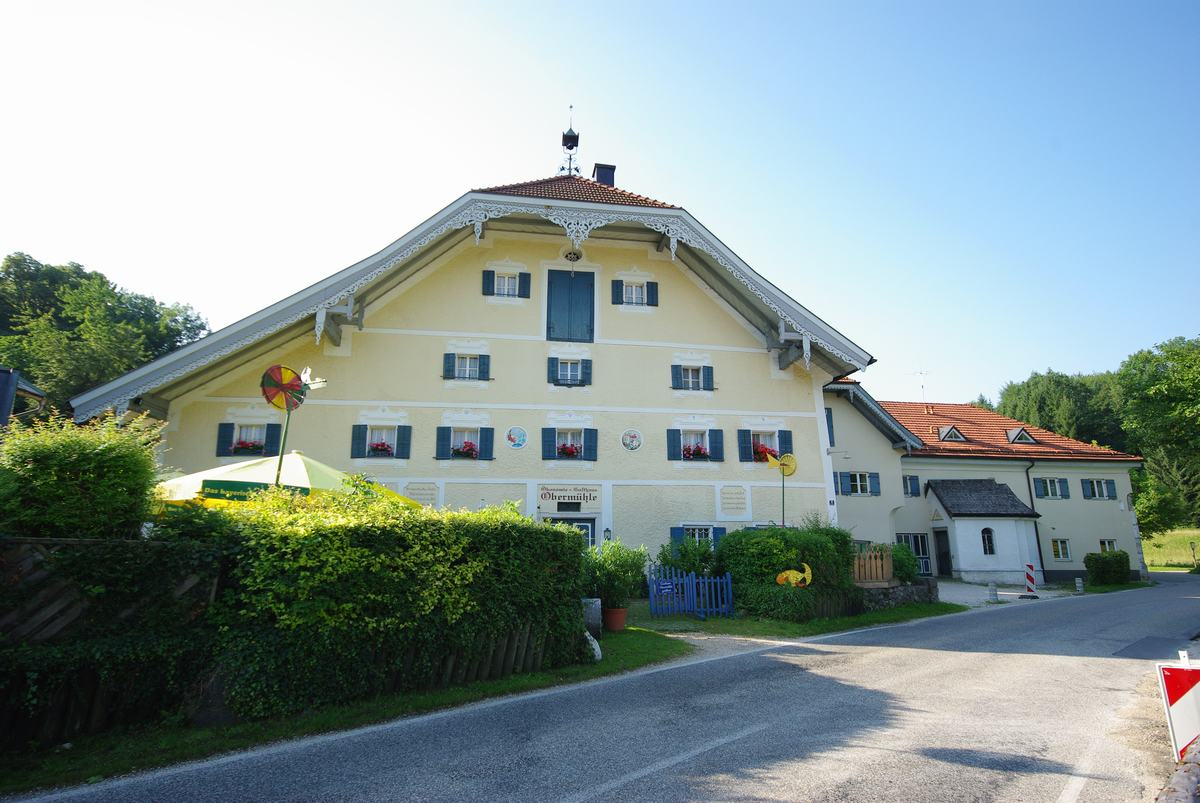
Obermühle in Weißbach

Weißbach ist ein Gemeindeteil der Stadt Bad Reichenhall im oberbayerischen Landkreis Berchtesgadener Land.

## Geographie
Das Dorf liegt an der Bundesstraße 21.

## Geschichte
Weißbach war ein Gemeindeteil der früheren Gemeinde Marzoll und wurde mit dieser 1978 im Zuge der Gemeindegebietsreform nach Bad Reichenhall eingegliedert. 1987 hatte das Dorf 851 Einwohner.
Namensgebend für den Ort ist der Weißbach, der wegen seines hellen Kalksteinschotters am Grund diesen Namen erhielt. Entlang des Baches gab es drei Mühlen. Der Weißbach mündet in der Marzoller Au in den Grabenbach, der dann bald die Saalach speist.